# Fayçal Sayegh
Fayçal Sayegh, né en 1961 à Rio de Janeiro au Brésil, est un homme politique libanais.

## Biographie
Il est titulaire d'un bachelor en économie obtenu à l'université américaine de Beyrouth en 1983.
Président du conseil d’administration d’un groupe de presse, président des fédérations libanaise et arabe de boxe thaï, il a occupé le poste de gouverneur du Liban-Sud entre 1996 et 2004.
À une époque proche de l’ancien ministre Talal Arslan, il s’est éloigné du camp prosyrien vers 2004, ce qui fut une cause de son éviction du gouvernorat du Sud. Il s’est alors rapproché du chef du Parti socialiste progressiste, Walid Joumblatt. C’est sur la liste soutenue par ce dernier et par les forces de l'Alliance du 14 Mars qu’il gagne les élections législatives de 2005 et évince Talal Arslan de son siège de député druze de Aley.
Il est aujourd’hui membre du bloc de la Rencontre démocratique.